# Vicepresidente de Turquía
El  Vicepresidente de Turquía es el segundo cargo constitucional de mayor jerarquía en Turquía, después del Presidente de la República.
El 9 de julio de 2018 Fuat Oktay fue nombrado como primer Vicepresidente de Turquía.

## Lista de Vicepresidentes de Turquía (2018–presente)
| N.º | Nombre                | Retrato | Legislatura         | Legislatura        | Partido político                       |
| --- | --------------------- | ------- | ------------------- | ------------------ | -------------------------------------- |
| 1   | Fuat Oktay (1964–)    |         | 10 de julio de 2018 | 4 de junio de 2023 | Partido de la Justicia y el Desarrollo |
| 2   | Cevdet Yılmaz (1967–) |         | 4 de junio de 2023  | Presente           | Partido de la Justicia y el Desarrollo |